# Портландцемент

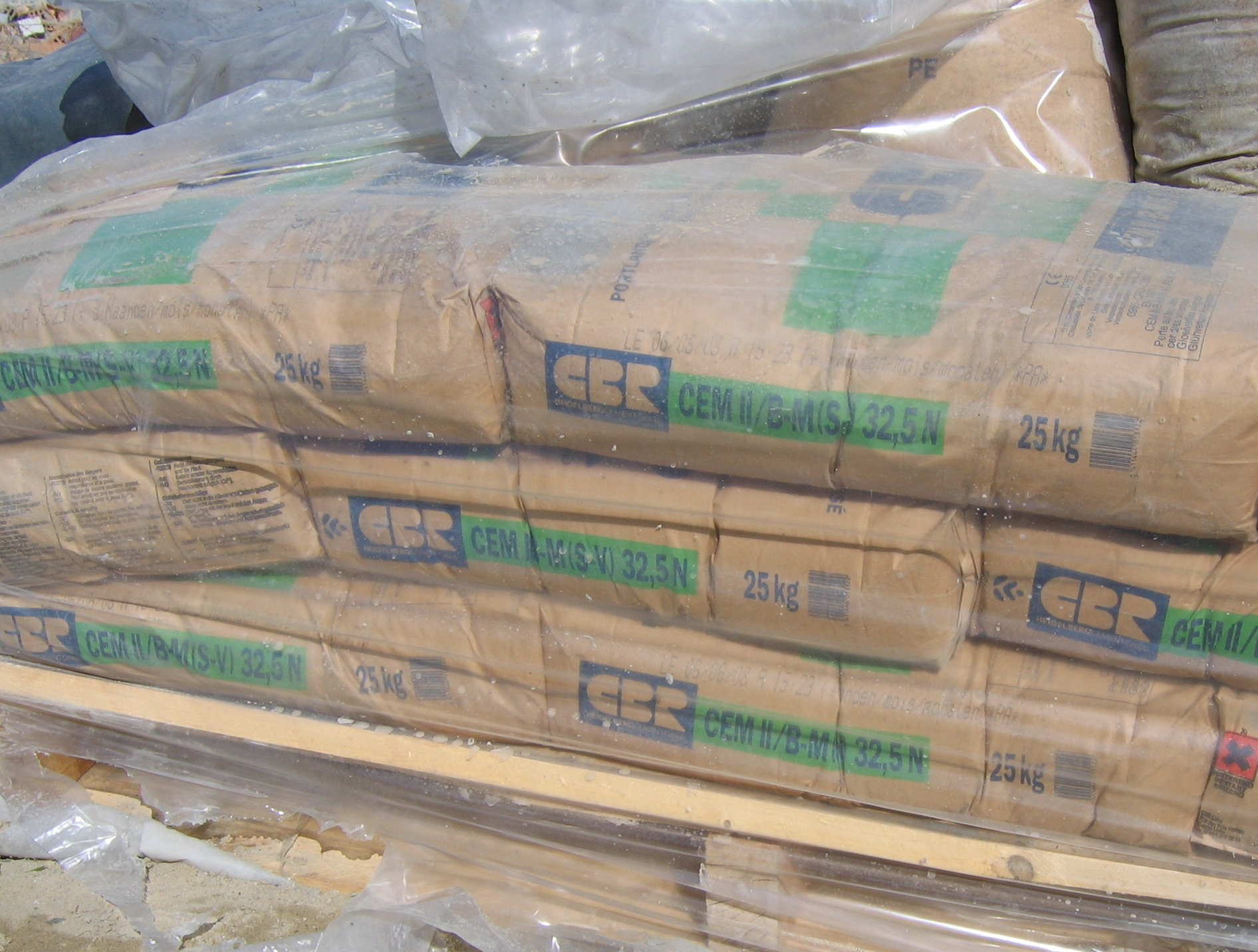
Палета з мішками портландцементу

Портландцеме́нт (англ. portland cement — від назви острова Портленд у Великій Британії) — гідравлічна в'яжуча суміш, високоякісний цемент, який використовується для цементування свердловин. Отримують подрібненням суміші клінкеру, гіпсу і активних добавок. У складі портландцементу переважають силікати кальцію (70-85 %). Цей вид цементу найбільш широко застосовуваний у всіх країнах.
Назву дістав від однойменного острова Портленд в Англії, позаяк за кольором схожий на природний камінь, що там видобувається.
Основою портландцементу є силікати кальцію (аліт та беліт).

## Склад
Хімічний склад портландцементу (без добавок), в % по масі: 62-76 % СаО, 20-23 % SiO2, 4-7 % Al2O3, 2-5 % Fe2O3, 1-5 % MgO; мінералогічний склад, в % по масі: тверді розчини на основі 3CaO·SiO2, або Ca3SiO5 (аліт, 45-65 %), 2CaO·SiO2, або Ca2SiO4 (беліт, 15-30 %), алюмінат кальцію ЗСаО·Al2О3 (3-14 %), алюмоферат (III) кальцію 4CaO·Al2О3·Fe2O3 (10-18 %). Крім звичайного портландцементу, відомо біля 20 його різновидностей, які відрізняються мінеральним складом цементного клінкеру, домішок до нього і умовами застосування. Відомі різні за складом і призначенням види портландцементу, напр., високоміцний, швидкотверднучий, гідрофобний, тампонажний та ін., його суміші з гранульованим шлаком (шлакопортландцемент) і гірськими породами — пуцоланами — трепелом, туфом, пемзою (пуцолановий портландцемент).

## Процес виробництва
Портландцемент одержують тонким подрібненням клінкеру і гіпсу. Клінкер — продукт рівномірного випалу до спікання однорідної сировинної суміші, що складається з вапняку і глини певного складу, що забезпечує переважання силікатів кальцію (3СаО∙SiO2 і 2СаО∙SiO2 70-80 %).
Найпоширеніші методи виробництва портландцементу так звані «сухий» і «мокрий». Все залежить від того, яким способом змішується сировинна суміш — у вигляді водних розчинів або у вигляді сухих сумішей.
При подрібненні клінкеру вводять добавки: 1,5–3,5 % гіпсу CaSO4∙2H2O (у перерахунку на ангідрид сірчаної кислоти SO3) для регулювання термінів схоплювання, до 15 % активних мінеральних добавок — для поліпшення деяких властивостей і зниження вартості цементу.
Сировиною для виробництва портландцементу служать суміші, що складаються з 75–78 % вапняку (крейди, черепашнику, вапнякового туфу, мармуру) і 22–25 % глин (глинистих сланців, суглинків), або вапнякові мергелі, використання яких спрощує технологію. Для отримання необхідного хімічного складу сировини використовують коригуючі добавки: піритні недогарки, колошниковий пил, боксити, піски, опоки, трепели.
При мокрому способі виробництва зменшується витрата електроенергії на подрібнення сировинних матеріалів, полегшується транспортування і перемішування сировинної суміші, вище гомогенність шламу і якість цементу, однак витрата палива на випал і сушіння становить на 30-40 % більше ніж при сухому способі.
Випалення сировинної суміші проводиться при температурі 1470 °C протягом 2–4 годин в довгих обертових печах (3,6×127 м, 4×150 м і 4,5×170 м) з внутрішніми теплообмінними пристроями, для спрощення синтезу необхідних мінералів цементного клінкеру. При обпіканні матеріалу відбуваються складні фізико-хімічні процеси. Обертову піч мокрого способу умовно можна поділити на зони:
- сушіння (температура матеріалу 100–200 °C — тут відбувається часткове випаровування води);
- підігріву (200–650 °  — вигорають органічні домішки і починаються процеси дегідратації і розкладання глинистого компонента). Наприклад, розкладання каолініту відбувається за такою формулою: Al2O3∙2SiO2∙2H2O → Al2O3∙2SiO2+2H2O; далі при температурах 600–1000 °C відбувається розпад алюмосилікатів на оксиди і метапродукти.
- декарбонізації (900–1200 °C) відбувається декарбонізація вапнякового компонента: СаСО3 → СаО + СО2, одночасно триває розпад глинистих мінералів на оксиди. В результаті взаємодії основних (СаО, MgO) і кислотних оксидів (Al2O3, SiO2) у цій же зоні починаються процеси твердофазових синтезу нових сполук (СаО∙Al2O3 — скорочений запис СА, який при більш високих температурах реагує з СаО і врешті жідкофазового синтезу утворюється С3А), що протікають ступінчасто;
- екзотермічних реакцій (1200–1350 °C) завершется процес твердофазового спікання матеріалів, тут повністю завершується процес утворення таких мінералів як С3А, С4AF (F — Fe2O3) і C2S (S — SiO2) — 3 з 4 основних мінералів клінкеру;
- спікання (1300 → 1470 → 1300 °C) часткове плавлення матеріалу, в розплав переходять клінкерні мінерали крім C2S, який взаємодіючи з рештою в розплаві СаО утворює мінерал аліт (С3S);
- охолодження (1300–1000 °C) температура знижується повільно. Частина рідкої фази кристалізується з виділенням кристалів клінкерних мінералів, а частина застигає у вигляді скла.

Розпізнати даний вид цементу можна за зовнішнім виглядом — це зеленувато-сірий порошок. Як і всі цементи, якщо до нього додати воду, він при висиханні приймає каменеподібний стан і не має суттєвих відмінностей за своїм складом та фізико-хімічними властивостями від звичайного цементу.
Різновиди портландцементу:
- звичайний,
- швидкотверднучий,
- гідрофобний,
- пластифікований,
- сульфатостійкий,
- тампонажний (призначений для кріплення нафтових і газових свердловин, для капітального ремонту свердловин; Марки тампонажного цементу за міцністю на стиск 400 і 500),
- білий,
- кольоровий.

Найважливіші властивості: наростання міцності при твердінні, водостійкість і морозостійкість.

## Відомі проєкти

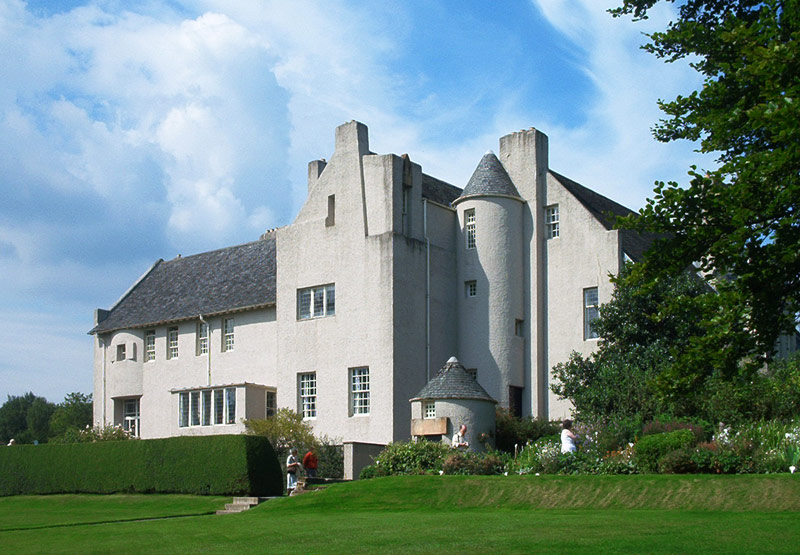
Хілл Хаус, Геленсбург

Видатний шотландський архітектор Чарльз Ренні Макінтош вибрав портландцемент, який тоді був нещодавно представлений, для будівництва Хілл Хаус. Але виявилося, що він менш міцний, ніж традиційне вапно, і до 2017 року визнали, що він знаходиться в нестабільному стані і це загрожує будинку. Як тимчасове рішення Hill House помістили в прозору пористу «коробку», дозволяючи деякий рух повітря, щоб конструкція поступово висихала.